# Louis Rousselet
Pour les articles homonymes, voir Rousselet.
Louis-Théophile Marie Rousselet est un géographe, archéologue et photographe français né à Perpignan le 15 mai 1845 et mort le 19 novembre 1929, ayant effectué des explorations ethnologiques et archéologiques en Inde et dans l'Himalaya, et secrétaire de la Société d'anthropologie de Paris. Ses voyages lui ont inspiré plusieurs ouvrages. 

## Biographie
Louis Rousselet, accueilli par les Anglais et les rajahs, fit un travail documentaire sur l'Inde de 1864 à 1870, où il fit essentiellement des photographies d'architecture et des portraits de dignitaires.
Il travailla plus particulièrement en Inde centrale : Alwar, Baroda, Bhopal, Gwalior, 
Udaipur.

## Ouvrages
- L'Inde des Rajahs : voyage dans l'Inde centrale et dans les présidences de Bombay et du Bengale (1875), 844 pages[1]
- Le Charmeur de serpents...(1875)
- Les royaumes de l'Inde (1879)[2]
- Sur les confins du Maroc (1912)[2]

## Collection
- Musée Goupil, Bordeaux

## Expositions
- 1996, Musée des beaux-arts et d'archéologie, Libourne
- 1992, Musée d'Aquitaine

### Publications
- (en) India and its Native Princes, éditions Chapman & Hall, 1876
- L'Inde: photographies de Louis Rousselet 1865 - 1868, Musée Goupil, 1992